# Новечек
Новечек (пол. Nowieczek) — село в Польщі, у гміні Дольськ Сьремського повіту Великопольського воєводства.
Населення — 227 осіб (2011).
У 1975-1998 роках село належало до Познанського воєводства.

## Демографія
Демографічна структура станом на 31 березня 2011 року:
|          | Загалом | Допрацездатний вік | Працездатний вік | Постпрацездатний вік |
| -------- | ------- | ------------------ | ---------------- | -------------------- |
| Чоловіки | 104     | 28                 | 68               | 8                    |
| Жінки    | 123     | 28                 | 69               | 26                   |
| Разом    | 227     | 56                 | 137              | 34                   |